# Navadna tenčičarica
Navadna tenčičarica (znanstveno ime Chrysoperla carnea) je žuželka iz družine tenčičaric, razširjena po večjem delu severne poloble. Znana je predvsem po tem, da njene ličinke plenijo druge majhne žuželke, kot so listne uši, zaradi česar jo v kmetijstvu s pridom uporabljajo za biološki nadzor škodljivcev.

## Opis
Ovalna jajčeca samica pritrdi z dolgimi, tankimi peclji na rastline. Najprej so bledo zelena, potem pa postanejo siva. Ličinke merijo približno milimeter v dolžino, ko se izležejo. So rjave, na prvi pogled spominjajo na majhne aligatorčke, ki aktivno lezejo naokrog v iskanju plena. Imajo dolge, ščipalkaste mandibule, s katerimi nabodejo plen in ga včasih tudi dvignejo s površine da ne pobegne. V telo plena vbrizgajo prebavne encime in nato posesajo utekočinjena tkiva. Zrastejo do približno 8 milimetrov v dolžino, nakar se zabubijo znotraj kroglastega kokona.
Odrasli osebki so bledo zelene barve, z dolgimi, nitastimi tipalnicami in bleščeče zlatimi sestavljenimi očmi. Delujejo krhki in merijo 12 do 20 milimetrov v dolžino. Njihova krila so velika, membranasta in rahlo zelenkasta, zlagajo jih strehasto nad zadek. So šibki letalci. Pogosto jih je mogoče videti zvečer in ponoči, ko priletijo na luč.

## Življenjski krog
Prezimijo kot odrasle živali v rastlinskem opadu ob robovih njiv in na podobnih krajih in prilezejo na plano, ko se temperatura spomladi poviša. Samice nato pričnejo odlagati jajčeca. Vsaka jih lahko odloži več sto s hitrostjo dva do pet na dan, pri čemer izbira prikrita mesta pod listi ali na poganjkih, kjer se zadržuje tudi plen ličink. Odlaganje jajčec običajno poteka v mraku.
Po treh do šestih dneh se izležejo ličinke, ki se intenzivno prehranjujejo in se trikrat levijo. Prehranjujejo se z listnimi ušmi, pa tudi drugimi žuželkami in lahko onesposobijo celo plen večji od sebe, npr. gosenice metuljev. Požrejo veliko število drugih žuželk in so sposobne uničiti cele kolonije listnih uši. Ko hrane primanjkuje, se zatečejo h kanibalizmu. Po dveh do treh tednih izločijo svilen ovoj in se zabubijo na skritih mestih na rastlinah. Preobrazba traja deset do štirinajst dni. Odrasle živali se za razliko od ličink prehranjujejo z rastlinskim pelodom in nektarjem ter mano, ki jo izločajo listne uši. Življenjski krog traja v ugodnih pogojih manj kot štiri tedne, zato se lahko letno izmenja več generacij, vendar je trajanje močno odvisno od temperature.

## Taksonomija
Novejše raziskave so pokazale, da je Chrysoperla carnea, za katero velja, da ima holarktično razširjenost, pravzaprav kompleks mnogih kriptičnih sestrskih vrst. Te so morfološko izredno težko razpoznavne, jasno pa se ločijo po vibracijskih napevih, ki jih odrasle živali proizvajajo med dvorjenjem; razlike so dovolj velike, da se osebki različnih vrst iz tega kompleksa med seboj ne parijo. Dodatne razlike so v jesenski spremembi obarvanosti.

## Uporaba za biološki nadzor
Ličinke navadne tenčičarice so aktivni in generalistični plenilci, ki se lahko prehranjujejo z žuželkami, ki pripadajo sedemdeset različnim vrstam iz petih redov. Največji delež v prehrani pa predstavljajo prsokljunci, od tega večinoma listne uši, ki jih lovijo na nizkem rastju. Na kulturnih rastlinah napadajo več vrst listnih uši, hmeljeve rdeče pajke, resarje, ščitkarje, jajčeca malih škržatkov, listne zavrtače, bolšice, manjše nočne metulje in gosenice ter ličinke hroščev. Mnoge od teh vrst veljajo za ekonomsko pomembne škodljivce, zato velja navadna tenčičarica za koristnega plenilca, ki pripomore k zmanjšanju velikosti njihovih populacij.
Navadna tenčičarica se naravno pojavlja v mnogih kmetijskih območjih na severni polobli, za večjo učinkovitost pa se z različnimi tehnikami njen vpliv ojača - bodisi z množičnim gojenjem in izpuščanjem na poljih, bodisi s privabljanjem. Odrasle živali se namreč hitro razpršijo in se zadržujejo le tam, kjer imajo na voljo vir hrane v bližini. Veliko podjetij danes ponuja množično vzgojene navadne tenčičarice v ta namen, običajno v obliki jajčec.
Vrsto so tudi poskušali vnesti na Novo Zelandijo in v Indijo kot poskus klasičnega biološkega nadzora, vendar se v novih okoljih ni ustalila. Domnevajo, da je vzrok odsotnost glivnih simbiontov, ki so nujni za razvoj, v teh okoljih.